# Graafstroom (gemeente)
Graafstroom (uitspraakⓘ) is een voormalige gemeente in de Nederlandse provincie Zuid-Holland. De gemeente telde 9.794 inwoners en had een oppervlakte van 69,33 km² (waarvan 2,80 km² water). Op 1 januari 2013 vormde de gemeente samen met Liesveld en Nieuw-Lekkerland de gemeente Molenwaard, die op 1 januari 2019 met Giessenlanden opging in Molenlanden.

## Kernen
In 1986 is de gemeente Graafstroom (vernoemd naar de Graafstroom die door deze gemeente loopt) ontstaan door gemeentelijke herindeling en omvat de volgende dorpen: Bleskensgraaf en Hofwegen (hier bevindt zich het gemeentehuis), Brandwijk (waaronder Gijbeland valt), Goudriaan, Molenaarsgraaf, Ottoland, Oud-Alblas en Wijngaarden.

## Zetelverdeling gemeenteraad
Hieronder staat de samenstelling van de gemeenteraad sinds 1990:
| CDA          | 5  | 5  | 4  | 4  | 4  | 4  |
| ChristenUnie | -  | -  | -  | 2  | 3  | 3  |
| SGP          | 3  | 3  | 3  | 3  | 2  | 2  |
| VVD          | 2  | 2  | 2  | 2  | 2  | 2  |
| PvdA         | 2  | 2  | 2  | 2  | 2  | 2  |
| RPF          | 1  | 1  | 2  | -  | -  | -  |
| Totaal       | 13 | 13 | 13 | 13 | 13 | 13 |